# Gemenebestspelen 1978
De elfde editie van de Gemenebestspelen (Commonwealth Games) werden gehouden van 3 tot en met 12 augustus 1978 in Edmonton, Canada. Het was de eerste editie dat de spelen onder deze naam georganiseerd werden. De eerste vier edities werden als de “British Empire Games” georganiseerd, de daarop volgende vier als de “British Empire and Commonwealth Games” en de twee voorgaande edities als de “British Commonwealth Games”.
Een recordaantal van 46 teams nam deel. Debuterende teams waren Bangladesh, Cyprus, de Kaaimaneilanden,  Saint Christopher, Nevis en Anguilla en de Turks- en Caicoseilanden. Van de deelnemers in 1974 ontbraken Botswana, Nigeria, Oeganda en Tonga op deze editie. Dominica, Malta en Pakistan ontbraken voor de tweede opeenvolgende keer.
Voor het eerst werden er tien sporten beoefend op de Gemenebestspelen. Het turnen werd op deze editie aan het programma toegevoegd.

## Deelnemende landen

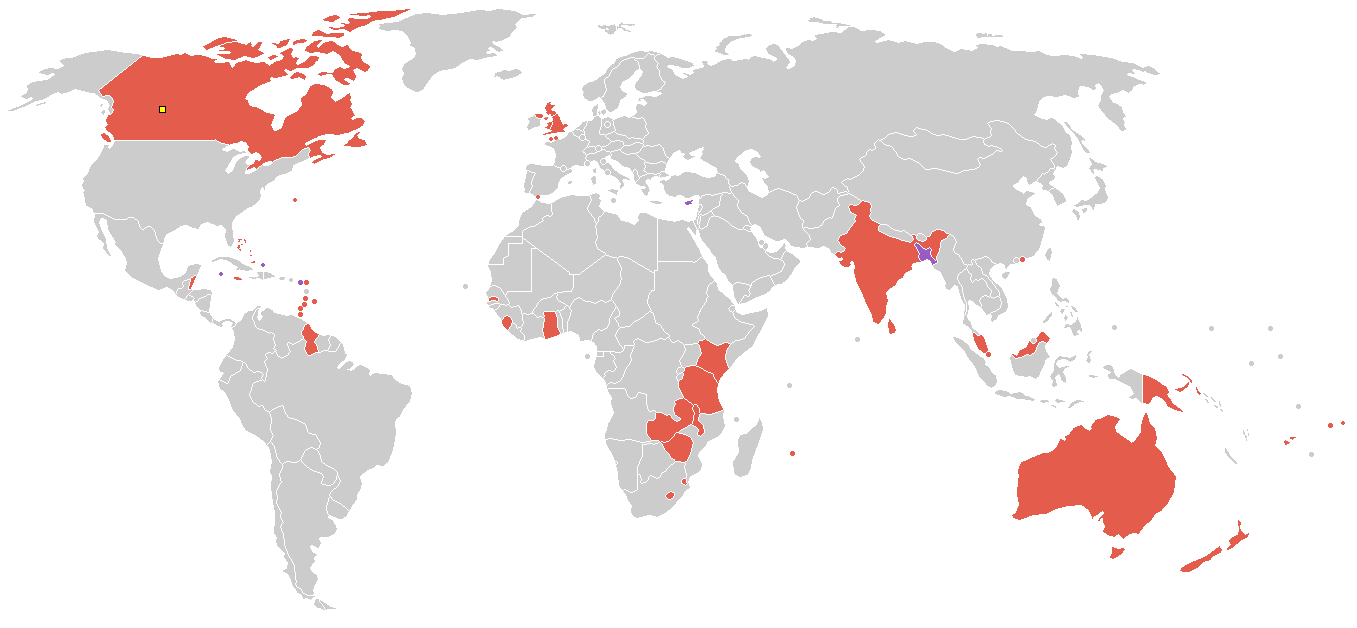
Deelnemende landen

## Sporten
| Sport                            | Onderdelen | Onderdelen | Onderdelen | Onderdelen |
| Sport                            | Tot.       | M          | V          | Mix        |
| -------------------------------- | ---------- | ---------- | ---------- | ---------- |
| Atletiek                         | 38         | 23         | 15         |            |
| Badminton                        | 6          | 2          | 2          | 2          |
| Boksen                           | 11         | 11         | 0          |            |
| Bowls                            | 3          | 3          | 0          |            |
| Gewichtheffen                    | 10         | 10         | 0          |            |
| Gymnastiek Turnen                | 4          | 2          | 2          |            |
| Schietsport                      | 6          | 6          | 0          |            |
| Wielersport                      | 7          | 7          | 0          |            |
| Worstelen                        | 10         | 10         | 0          |            |
| Zwemsport Schoonspringen Zwemmen | 4 29       | 2 15       | 2 14       |            |
| Totaal                           | 128        | 91         | 35         | 2          |

## Medaillespiegel
| Plaats | Land                | Goud | Zilver | Brons | Totaal |
| 1      | Canada              | 45   | 31     | 33    | 109    |
| 2      | Engeland            | 27   | 27     | 33    | 87     |
| 3      | Australië           | 24   | 33     | 27    | 84     |
| 4      | Kenia               | 7    | 6      | 5     | 18     |
| 5      | Nieuw-Zeeland       | 5    | 6      | 9     | 20     |
| 6      | India               | 5    | 5      | 5     | 15     |
| 7      | Schotland           | 3    | 6      | 5     | 14     |
| 8      | Jamaica             | 2    | 2      | 3     | 7      |
| 9      | Wales               | 2    | 1      | 5     | 8      |
| 10     | Noord-Ierland       | 2    | 1      | 2     | 5      |
| 11     | Hongkong            | 2    | 0      | 0     | 2      |
| 12     | Maleisië            | 1    | 2      | 1     | 4      |
| 13     | Ghana               | 1    | 1      | 1     | 3      |
| 13     | Guyana              | 1    | 1      | 1     | 3      |
| 15     | Tanzania            | 1    | 1      | 0     | 2      |
| 16     | Trinidad en Tobago  | 0    | 2      | 2     | 4      |
| 16     | Zambia              | 0    | 2      | 2     | 4      |
| 18     | Bahama's            | 0    | 1      | 0     | 1      |
| 18     | Papoea-Nieuw-Guinea | 0    | 1      | 0     | 1      |
| 20     | West-Samoa          | 0    | 0      | 3     | 3      |
| 21     | Man                 | 0    | 0      | 1     | 1      |
| Totaal | Totaal              | 128  | 129    | 138   | 395    |

Atletiek · Badminton · Boksen · Bowls · Gewichtheffen · Schietsport · Schoonspringen · Turnen · Wielersport · Worstelen · Zwemmen
1930 ·
1934 ·
1938 ·
1950 ·
1954 · 
1958 · 
1962 · 
1966 ·
1970 · 
1974 ·
1978 ·
1982 ·
1986 ·
1990 ·
1994 ·
1998 ·
2002 ·
2006 ·
2010 ·
2014 ·
2018 ·
2022 ·
2026